# KZ1
KZ1 — яхта, спроектированная Брюсом Фарром для участия в 27-м розыгрыше Кубка Америки в 1988 году.

## История
Яхта была построена в Новой Зеландии и названа «Большой яхтой» (Big Boat) или «Большой красавицей» (Big Beauty). Кроме того, за большие размеры и ширину палубы яхту также называли «Авианосцем».
Постройка KZ1 побудила Денниса Коннера, главу американского синдиката, построить 18-метровый катамаран Stars & Stripes. Коннер выиграл Кубок, однако эта победа была оспорена в суде.
В настоящее время KZ1 стоит на пьедестале у Морского музея Окленда, Новая Зеландия.

### Сравнение с другими яхтами Кубка Америки
| Название | Год  | LOA     | LWL     | Площадь парусов | Высота мачты | Водоизмещение |
| -------- | ---- | ------- | ------- | --------------- | ------------ | ------------- |
| Reliance | 1903 | 43.89 м | 27.43 м | 1,501 м²        | 67.05 м      | 189 тонн      |
| Ranger   | 1937 | 41.15 м | 26.51 м | 701 м²          | 46.98 м      | 166 тонн      |
| KZ1      | 1988 | 36.57 м | 27.43 м | 627 м²          | 46.78 м      | 39 тонн       |